# Wydział Zarządzania i Ekonomii Politechniki Gdańskiej

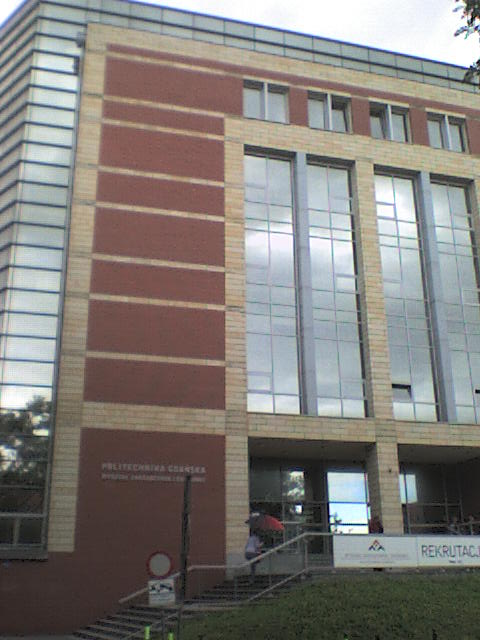
Budynek Wydziału Zarządzania i Ekonomii PG

Wydział Zarządzania i Ekonomii (WZiE) – jeden z wydziałów Politechniki Gdańskiej. WZiE jest członkiem międzynarodowych instytucji takich jak: European Foundation for Management Development [EFMD] oraz Baltic Management Development Association [BMDA]. Wydział należy do najlepszych jednostek akademickich w Polsce, w 2017 uzyskał akredytację w  kategorii A w dyscyplinie ekonomia oraz nauki o zarządzaniu i jakości, nadaną przez Komitet Ewaluacji Jednostek Naukowych.

## Historia
Wydział powstał w 1993 roku z połączenia Katedry Organizacji i Projektowania Systemów Produkcyjnych z Wydziału Mechanicznego i Instytutu Nauk Ekonomicznych i Humanistycznych. 
Od 1994 r. wydział ma uprawnienia do nadawania stopnia doktora w dziedzinie nauk ekonomicznych, w dyscyplinie ekonomia, a od 2009 w dyscyplinie nauki o zarządzaniu. W 2012 r. wydziałowi przyznano prawo habilitowania z nauk ekonomicznych (dyscyplina: ekonomia), a w 2015 r. pełne prawa akademickie w dyscyplinie nauki o zarządzaniu.
Siedziba mieści się w budynku przy ulicy Traugutta 79 w Gdańsku Wrzeszczu. Gmach zbudowano u podnóża Szubienicznej Góry.

## Kierunki
Studia I stopnia:
- Analityka gospodarcza
- Analityka gospodarcza online75
- Ekonomia
- Inżynieria danych / Data Engineering (w jęz. angielskim)
- Zarządzanie inżynierskie
- Zarządzanie inżynierskie online75
- Zarządzanie / Bachelor in Management (w jęz. angielskim)

Studia II stopnia:
- Analityka gospodarcza
- Analityka gospodarcza online75
- Analityka gospodarcza / Economic Analytics (w jęz. angielskim)
- Zarządzanie
- Zarządzanie / International Management (w jęz. angielskim)
- Zarządzanie online75

Studia podyplomowe:
- Ponad 30 kierunków studiów z obszaru zarządzania, finansów, IT i inne

Studia MBA, International MBA in Strategy, Programme and Project Management
- potwierdzone międzynarodową akredytacją AMBA

Studia III stopnia:
- ekonomia
- nauki o zarządzaniu i jakości

## Katedry
- Katedra Ekonomii
- Katedra Finansów
- Katedra Filozofii i Metodologii Nauki
- Katedra Inżynierii Zarządzania i Jakości
- Katedra Informatyki w Zarządzaniu
- Katedra Marketingu
- Katedra Przedsiębiorczości
- Katedra Statystyki i Ekonometrii
- Katedra Zarządzania
- Zakład Studiów Wschodnich
- Zakład Zarządzania Algorytmicznego

## Poczet dziekanów
- prof. Piotr Dominiak (1993-1999, 2005-2012)
- dr hab. Bolesław Garbacik, prof. nadzw. PG (1999-2005)
- dr hab. Julita Wasilczuk, prof. nadzw. PG (2012-2020)
- dr hab. Małgorzata Gawrycka, prof. PG (od 2020)

## Organizacje studenckie
- Koło Naukowe Data Science Club
- Naukowe Koło Finansów i Bankowości „PROFIT”
- Naukowe Koło Jakości i Produktywności
- Międzywydziałowe Koło Naukowe Procject Management
- Naukowe Koło Sensoris
- Koło Naukowe Analiz Społeczno-Gospodarczych ECONOPTICS
- Koło Naukowe Marketingu MarketWave
- Koło Naukowe Innowacji
- Koło Naukowe Laboratorium Przedsiębiorczości
- Filmowe Koło Naukowe „Kino Europa"